# Otakar Vindyš
Otakar Vindyš, češki hokejist, * 9. april 1884, Praga, † 23. december 1949, Praga.
Vindyš je bil hokejist kluba Slavija Praga, za češko (bohemsko) reprezentanco je nastopil na dveh evropskih prvenstvih, na katerih je dosegel po eno zlato in srebrno medaljo, za češkoslovaško reprezentanco pa na dveh olimpijskih igrah, kjer je bil dobitnik ene bronaste medalje, in štirih evropskih prvenstvih, kjer je bil dobitnik po dveh zlatih in srebrnih medalj. Za češkoslovaško reprezentanco je nastopil na šestindvajsetih tekmah, na katerih je dosegel devet golov.
Leta 2010 je bil sprejet v Češki hokejski hram slavnih.